# Korziščina
Korziščina ali korzijščina (korziško corsu ali lingua corsa) je romanski jezik, ki ga govorijo na otoku Korziki in skrajnem severu otoka Sardinije. Je tradicionalni jezik korziškega ljudstva, dolgo časa edini na otoku Korziki, ki si ga je leta 1768 podredila Francija. V naslednjih dveh stoletjih je uporaba francoščine na otoku narasla do te mere, da so imeli vsi otočani delovno znanje francoskega jezika. V drugi polovici 20. stoletja je prišlo do masovnega jezikovnega premika, ko na otoku ni bilo več enojezičnih govorcev, do leta 1990 je število ljudi, ki so imeli določeno stopnjo znanja korziškega jezika, padlo na 50 %, pri čemer ga je le manjšina, približno 10 %, uporabljala kot prvi jezik. Na severu Sardinije govorijo dve korziški narečji, galurščino in sasarščino, ki sta priznani kot regionalna jezika.

## Vir
1. ↑  pravilna korziščina referenca v Ethnologue (17. izd., 2013)
galureščina referenca v Ethnologue (17. izd., 2013)
sasareščina referenca v Ethnologue (17. izd., 2013)
2. ↑  Harris, Martin; Vincent, Nigel (1997). Romance Languages. London: Routlegde. ISBN 0-415-16417-6.
3. ↑  »Korziščina v Franciji«. Euromosaic. Pridobljeno 27. novembra 2010.